# Història dels ferrocarrils a Bolívia

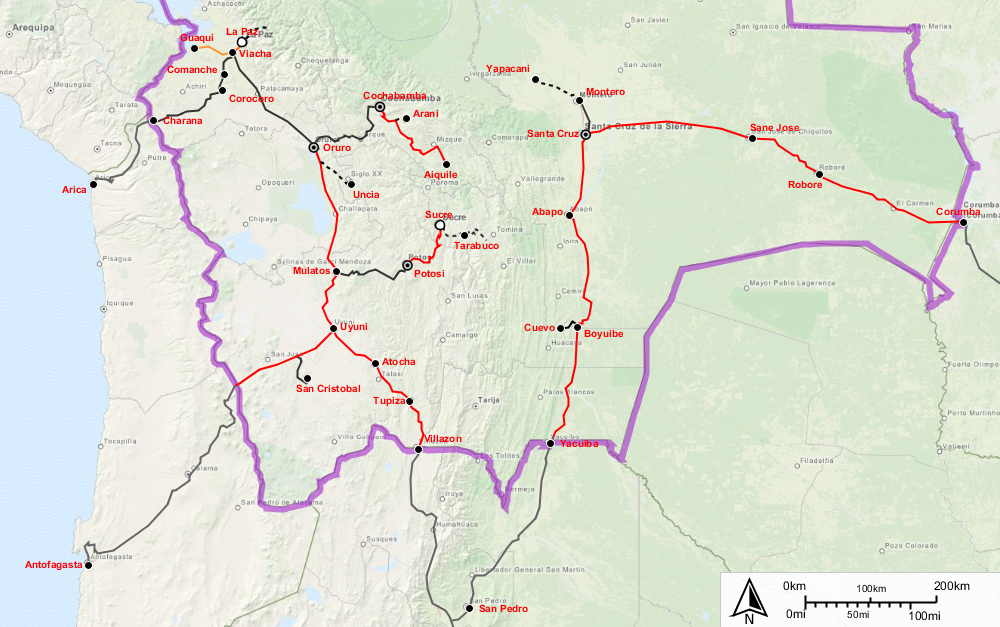
Mapa interactiu de la xarxa ferroviària boliviana c. 2014

La història dels ferrocarrils a Bolívia s'inicia en els anys 1870 després de gairebé tres dècades d'esforços fallits per construir ferrocarrils que integressin al país, i està associada a l'origen al desenvolupament de la mineria. L'explotació de salnitre en Antofagasta va donar inici a l'estesa de les primeres línies fèrries a Bolívia. És la mineria de la plata, no obstant això, la que promou la construcció d'un ferrocarril de la costa del Pacífic a l'altiplà durant el segle xix. Més endavant, a principis del segle xx, la mineria de l'estany dona un nou impuls a l'avanç dels ferrocarrils, conformant el que avui es coneix com la xarxa andina o occidental. La xarxa oriental, d'altra banda, es desenvolupa entre els anys 1940 i 1960 i és finançada a canvi de petroli mitjançant convenis amb l'Argentina i Brasil. Sent Bolívia un país mediterrani, les vies fèrries van exercir un paper fonamental i la història dels seus ferrocarrils és la història dels esforços del país per arribar primer a ports del Pacífic i després als de l'Atlàntic.
Es poden distingir cinc fases en la història dels ferrocarrils de Bolívia:
- La primera, entre 1870 i 1900, coincideix amb l'increment de la mineria de la plata, on les empreses mineres emprenen per compte propi la construcció de petites vies per a carretes i plantegen la construcció de ferrocarrils, sent l'artífex de la seva consolidació el president Aniceto Arce.
- La segona, entre 1900 i 1930. És el període de major expansió en el qual es realitzen connexions amb el Perú i l'Argentina, a més d'iniciar brancs d'interconnexió entre les principals ciutats de l'altiplà i valls. És un període en el qual es consolida la que després serà coneguda com la xarxa occidental sobre la base de noves inversions en gran part cobertes amb endeutament extern.
- La tercera, entre 1930 i 1964. Primer es caracteritza pel funcionament independent de ferrocarrils estrangers, d'empreses mineres o de línies estatals. És en aquest període (1940) que la política estatal dona prioritat a les carreteres sobre els ferrocarrils. No obstant això, es construeixen els ferrocarrils a l'Argentina i Brasil i es consolida el que es dirà la xarxa oriental.
- La quarta, entre 1964 i 1996, inclou la nacionalització dels ferrocarrils, la creació de l'Empresa Nacional de Ferrocarrils de l'Estat (ENFE) el 1964 i el seu posterior esforç per exercir un paper en el desenvolupament del país.
- La cinquena, entre 1997 i el present, comprèn la privatització dels ferrocarrils a través del procés de capitalització.

## Antecedents
Els antecedents a la construcció de ferrocarrils a Bolívia es remunten a la dècada de 1840, quan la necessitat de transportar majors volums de salnitre va començar a ser un problema per al futur desenvolupament de l'explotació salnitrera. Alguns exemples dels primers esforços fallits en 1856 van ser l'anomenat a una licitació per construir el ferrocarril Acull-Calama pel president Córdoba i l'acord entre el Perú i Bolívia per unir Tacna i La Paz amb el “carril camino”. El 1867, es va acceptar construir el ferrocarril Acull-Duana Nacional, un any després, en 1868 es va aprovar la construcció d'un ferrocarril Acull-Potosí, i el 1869 es va donar autorització per a la construcció del ferrocarril La Paz-Aigachi. No obstant això, cap va tenir èxit. D'altra banda, la introducció de rails, també conegut com a “ferrocarril de mines”, per facilitar el transport de mineral en vagons a l'interior i exterior de la mina primer va funcionar en Karwayqullu (Quijarro, Potosí) a partir del 1853.

## Primera fase (1870-1899)

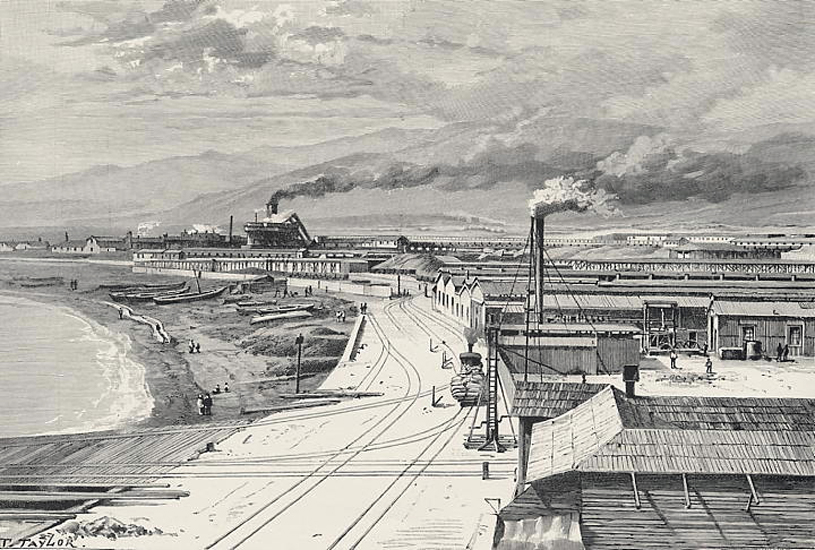
Vista del moll ferroviari i salnitreres en Antofagasta, 1876.

Els ferrocarrils van arribar a Bolívia impulsats per interessos econòmics associats a l'exportació, primer de salnitre i posteriorment de plata. L'empresa Companyia de Salnitres i Ferrocarril d'Antofagasta va construir les primeres línies fèrries el 1873 del salar del Carmen a Antofagasta. El 1879 es va produir l'esclat de la Guerra del Pacífic, després de la qual cosa Xile va ocupar la regió d'Antofagasta, la qual finalment va incorporar al seu territori després de la signatura d'un pacte de treva en 1884 i el tractat de 1904.
El 1885, la Companyia Huanchaca de Bolívia i la Salnitres i Ferrocarril d'Antofagasta van signar un contracte per estendre la línia del port fins als establiments de l'empresa minera. Segons aquest conveni, la Companyia de Salnitres aportava equip i maquinària i la Companyia Huanchaca lliuraria 2,6 milions de pesos. Una vegada a la frontera, es formaria una nova societat, totalment independent, amb tarifes preferencials per a la Companyia Huanchaca. El 1886 el ferrocarril va arribar a Calama, molt prop de la nova frontera, la qual cosa va despertar gran oposició a Bolívia, per considerar-se més d'interès militar que comercial. Malgrat això, el govern de Gregorio Pacheco (1884-1888) va aprovar l'extensió de la línia fèrria de Ascotan a Oruro per llei del 19 de juliol de 1887. No obstant això, quan el ferrocarril va arribar a la frontera el 1887, les empreses no van aconseguir un acord. Per resoldre la situació, la Companyia Huanchaca va comprar els drets del ferrocarril a través d'un préstec a Anglaterra. Sobre aquesta base, es va organitzar a Londres The Antofagasta (Chili) Bolívia Railway Co. Ltd. El 28 de novembre de 1888. El 1889 es va concloure el tram Antofagasta-Uyuni (612 km) a un cost de 2,2 milions de lliures esterlines. Huanchaca va construir pel seu compte el branc Pulacayo-Uyuni (36 km) i la línia Pulacayo-Huanchaca (12 km) amb un túnel de gairebé 3 km. El 1892, la línia va ser perllongada des de Uyuni fins a la ciutat d'Oruro (925 km).
El ferrocarril Antofagasta-Oruro va transferir el comerç exterior bolivià que tradicionalment transitava per Salta, Argentina, a Antofagasta, Xile. En el comerç intern, el ferrocarril va desplaçar la farina produïda a Cochabamba per farina importada als mercats de La Paz i Oruro. Així mateix, el ferrocarril va contribuir a desplaçar el sucre produït tradicionalment en Santa Cruz de la Sierra i venut als mercats de Potosí, per sucre importat.
En el cas de la mineria, els ferrocarrils van permetre reduir el cost dels insums (especialment el combustible) i incrementar els volums d'exportació, en fer factible el transport de mineral de menor contingut de plata. Per a la Companyia Minera de Huanchaca, l'arribada del ferrocarril a les seves instal·lacions va contribuir a un increment del 87% en la producció mitjana entre el període 1882-1888 a 1889-1895. En paraules de l'historiador Antonio Mitre, “El ferrocarril, al mateix temps que va perllongar la durada de l'auge de la plata [al segle XIX], va iniciar l'era de l'estany [al segle xx]."

## Segona fase (1900-1929)

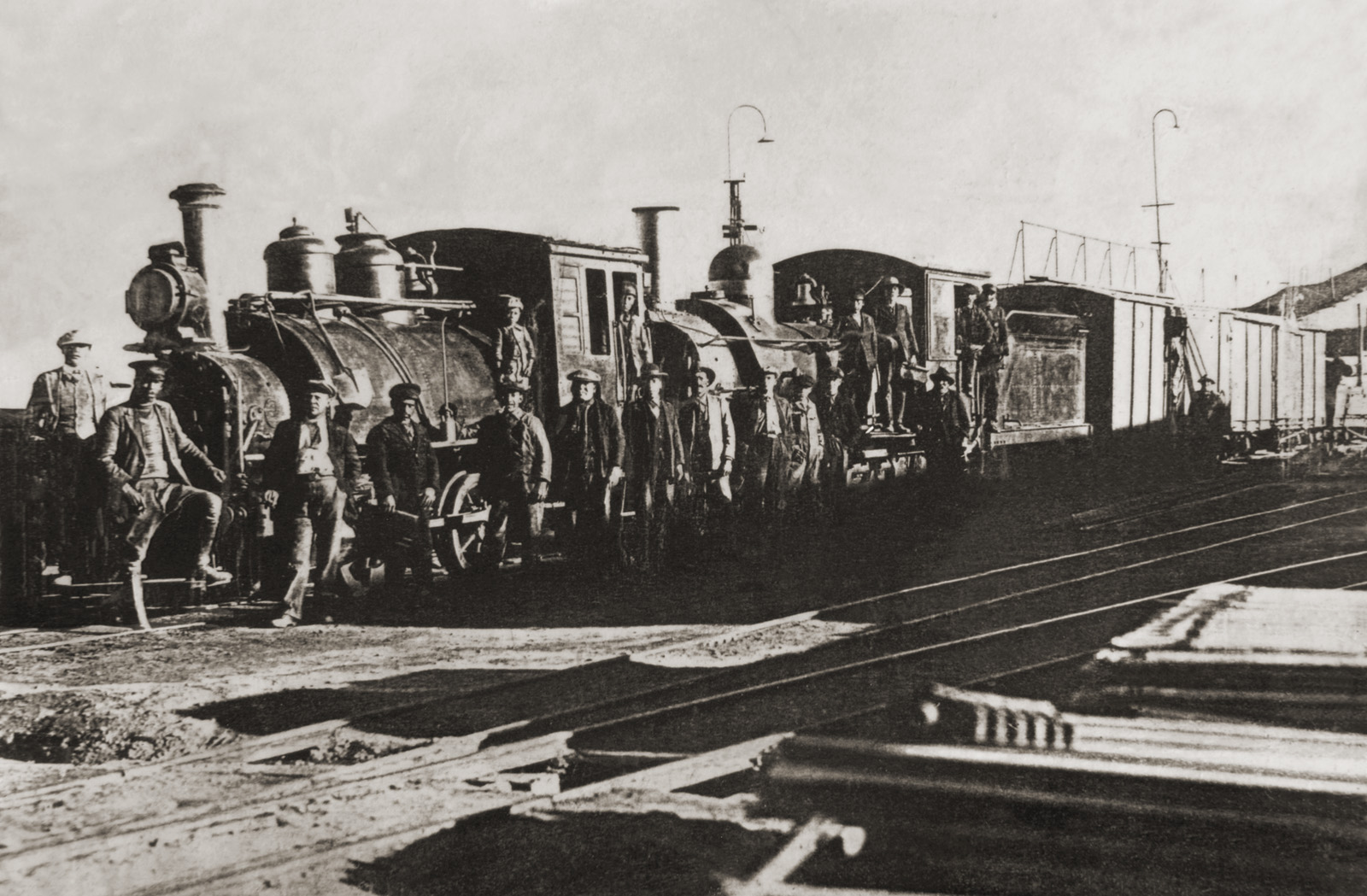
Locomotora Baldwin i Rodgers, Pulacayo, c. 1905.

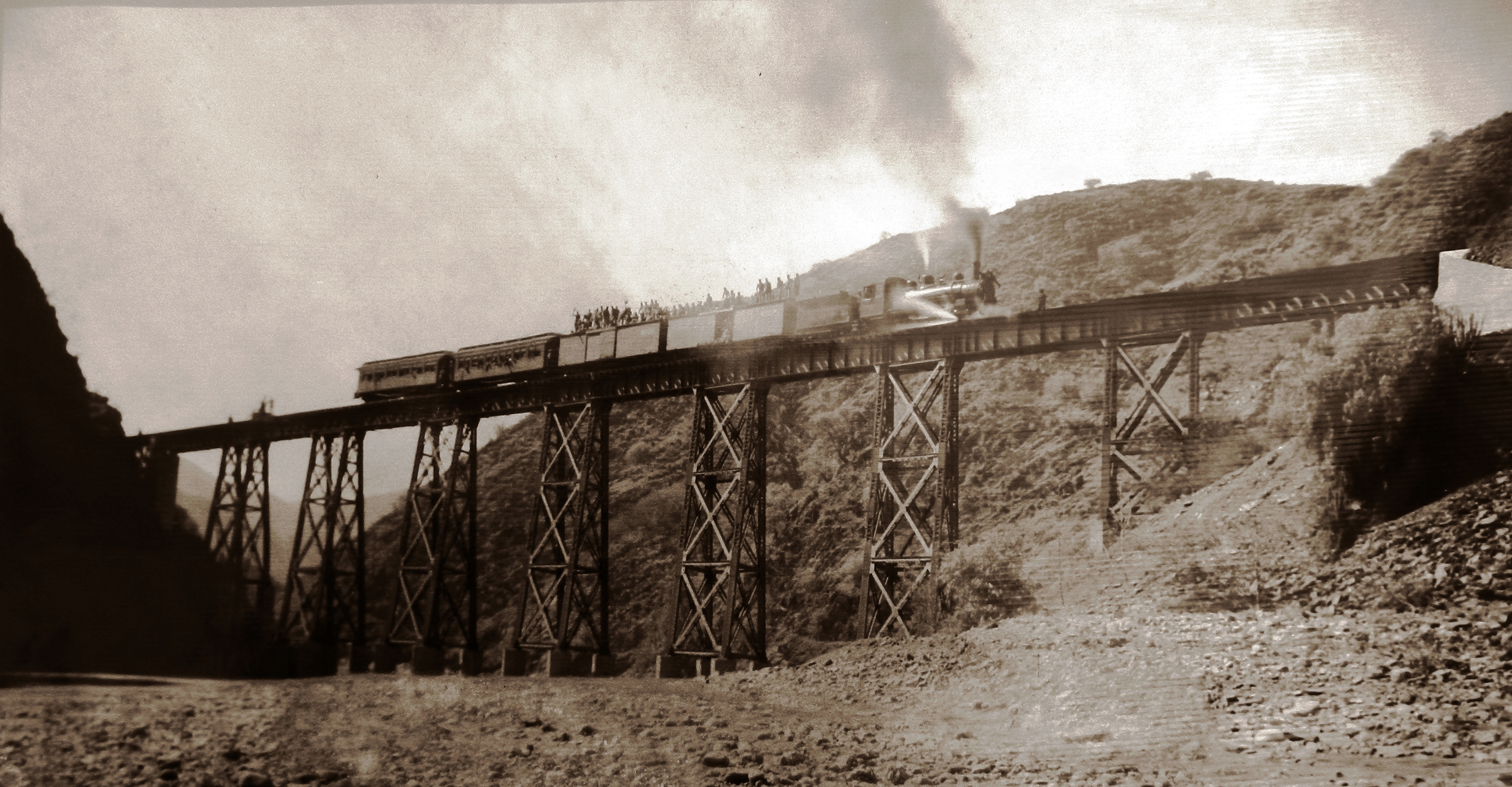
Tren entre Sucre i Potosí, 1931.

Una mica menys de la meitat del total de la xarxa ferroviària actual de Bolívia va ser construïda a la primera cambra del segle xx. L'increment en la construcció de vies fèrries de principis del segle xx era necessari per a la supervivència política de liberals i republicans. Llavors els ferrocarrils tenien una aurèola de modernitat i desenvolupament que els feia imprescindibles a tot programa de govern. Eren concebuts com un factor integrador que permetrien la colonització de vasts territoris. Per regular el procés d'expansió ferroviària, el govern de Juan Misael Saracho va promulgar de Llei General de Ferrocarrils el 3 d'octubre de 1910.
Davant la necessitat política i econòmica de construir ferrocarrils, el seu finançament va suposar aproximadament el 40% (29 milions de dòlars) del deute extern contret per Bolívia entre 1900 i 1930, la qual ascendia a 72 milions de dòlars. Els ferrocarrils es van finançar també amb les indemnitzacions rebudes després de les guerres del Pacífic i de l'Acre. Producte del Tractat de Petrópolis (1903), Bolívia va rebre dos milions de lliures esterlines, que van constituir la base dels recursos utilitzats pel Bolivian Railway (format el 1906 com a part del préstec Speyer) per construir les principals vies fèrries.
Pel Tractat de Pau amb Xile en 1904, el govern xilè es va comprometre a construir el ferrocarril Arica-La Pau conclòs el 1913, connectant d'aquesta manera el centre polític i econòmic del país amb Arica, port natural per a Bolívia des de temps colonials. També va haver-hi empreses privades que van invertir en línies fèrries. S'estima que els ferrocarrils van absorbir el 40% (73,4 milions de dòlars) dels capitals estrangers que van ingressar a Bolívia entre 1900 i 1930. Aquests capitals eren britànics, nord-americans i francesos. Pel 1925, més del 50% de les línies en explotació havien estat tendides amb capitals britànics.
En aquesta segona fase, s'identifiquen dues etapes en la construcció de ferrocarrils. En la primera (1900-1915) es van construir ferrocarrils que van intensificar la vinculació de diverses regions del país amb el Pacífic. Estaven orientats al mercat exterior i, per tant, associats a la mineria. Es van concretar dues sortides addicionals al Pacífic: el ferrocarril Guaqui-La Pau (98 km) conclòs el 1905 i el ferrocarril Arica-La Paz (233 km) acabat el 1913. A més, es va comunicar Oruro amb Viacha (237 km) el 1913 (línia que recentment va arribar a la Pau el 1917); i es van construir dos brancs importants que van tenir gran impacte sobre les regions mineres: Riu Mulats-Potosí (174 km) el 1912 i Uyuni-Atocha (90 km) el 1913.

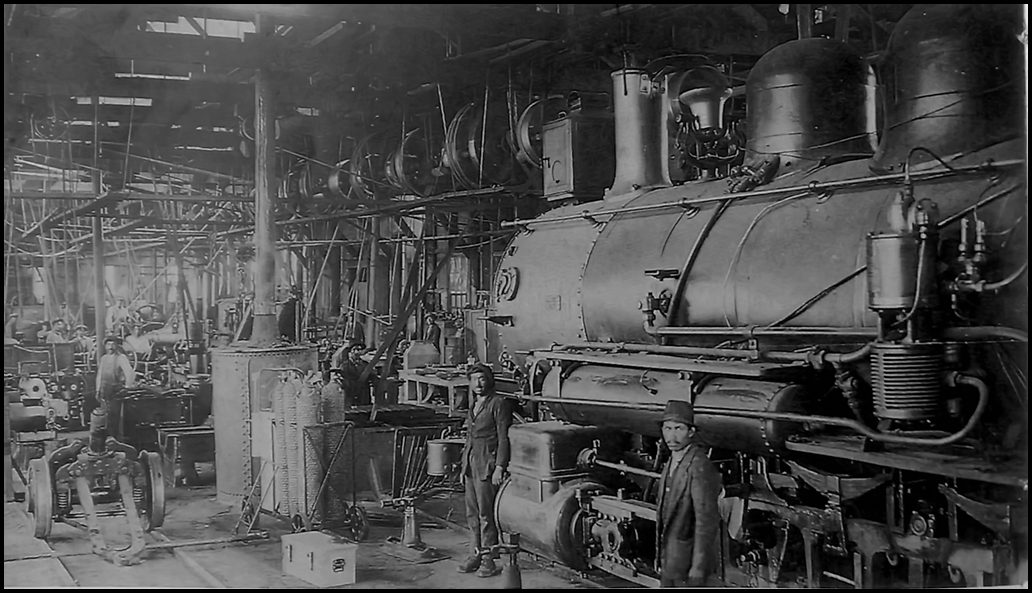
FCAB, Mestrança principal en Uyuni, 1925.

En la segona etapa, a partir de 1915, l'objectiu fonamental era integrar els mercats interns. Els interessos que els van promocionar i els seus beneficiaris potencials definitivament no estaven vinculats directament amb el sector miner. Pel mateix, les elits regionals van haver de pressionar a l'Estat per a la construcció d'aquests ferrocarrils. Es van iniciar la construcció de més ferrocarrils dels quals es van arribar a concloure. En primer lloc, el ferrocarril La Paz-Yungas (amb Beni com a destinació final), iniciat el 1915 i abandonat després de menys de 80 km de construcció en la dècada del cinquanta a causa de falta de finançament; després el ferrocarril Sucre-Potosí que es va començar en 1916 i només es va poder finalitzar el 1942; i finalment el ferrocarril Cochabamba-Santa Creu, començat en 1928 i que va quedar inconclus. En aquest període també es va iniciar (1915) i va concloure (1925) el ferrocarril Atocha-Villazón (206 km) que comunicava Uyuni amb l'Argentina. Un altre ferrocarril conclòs va ser el d'Oruro a Cochabamba (205 km). Si bé va ser iniciat en la primera etapa d'aquest període (1906), la seva conclusió el 1917 marca una transició entre la fase de connexió amb l'exterior i la d'integració interna. Efectivament, aquest ferrocarril va ser el primer gran esforç d'integració entre dues ciutats importants i el més costós dels ferrocarrils construïts en aquest període (veure quadre 1). Rodríguez Ostria sintetitza l'arribada del ferrocarril d'Oruro a Cochabamba així:
| « | ...després de vint-i-cinc anys d'espera i conflicte (1892-1917), quaranta mil persones vociferants procedents de la ciutat i les poblacions veïnes, van contemplar l'arribada de la primera locomotora el 26 de juliol de 1917, que prestament, quatre dies més tard i com si sabés l'agonia de la seva espera, va inaugurar la ruta amb dos viatges fins a la ciutat d'Oruro. El senyor A. Arana Peredo, un conegut periodista local, que expressava el sentir col·lectiu, va poder escriure satisfet: "El modernisme ha violat les portes de la ciutat." | » |

Juntament amb dues excepcions del primer període —els ferrocarrils Cochabamba-Vinto (18 km) i Cochabamba-Arani (60 km) construïts per l'Empresa Luz i Força Elèctrica (que explicava a Simón I. Patiño entre els seus principals accionistes) entre 1910 i 1913— el ferrocarril Oruro-Cochabamba va tenir gran impacte sobre el transport intern de passatgers i de càrrega. En baixar els costos de transport, els ferrocarrils van permetre la importació de productes estrangers com el sucre i la farina, que van desplaçar la producció local en La Pau, Oruro, Potosí i la mateixa Cochabamba. No obstant això, en el cas de la farina en Cochabamba, els ferrocarrils locals i interns van permetre, més aviat, la recuperació de mercats regionals en els anys vint que s'havien vist afectats negativament pels ferrocarrils a finals del segle xix i inicis del xx. D'altra banda, la consolidació de la xarxa ferroviària entre Bolívia, Argentina i Xile a mitjan 1920 va donar lloc al desenvolupament de l'exportació de bestiar de Tarija a Argentina.
| Ferrocarril i tram            | Longitud (km) | Cost total (₤)     | Cost per km (₤) | Gradient màxima (%)      |
| ----------------------------- | ------------- | ------------------ | --------------- | ------------------------ |
| Antofagasta & Bolívia Railway |               |                    |                 |                          |
| Ollague-Uyuni                 | 175           | 462 000            | 2750            | 1,1                      |
| Uyuni-Oruro                   | 314           | 1 221 000          | 3880            | 1,0                      |
| Viacha-La Pau                 | 30            | 400 000            | 13 333          | 2,4                      |
| Bolívia Railway Co.           |               |                    |                 |                          |
| Uyuni-Atocha                  | 90            | 621 630            | 6907            | 3,0                      |
| Riu Mulats-Potosí             | 174           | 1 761 702          | 10 120          | 3,0                      |
| Oruro-Cochabamba              | 205           | 3 898 080          | 19 000          | 2,6                      |
| Viacha-Oruro                  | 202           | 1 241 093          | 6143            | 1,0                      |
| Peruvian Corp. Ltd.           |               |                    |                 |                          |
| Guaqui-La Pau                 | 96            | 400 000            | 4150            | 1,5 (6% ingrés a la Pau) |
| Ferr. Arica-La Pau            | 233           | 1 105 000          | 4742            | 2,0                      |
| Ferr. La Paz-Yungas           | 53            | 530 000            | 10 000          | 6,0                      |
| Ferr. Potosí-Sucre            | 100           | 1 150 000          | 11 500          | 3,0                      |
| Ferr. Atocha-Villazón         | 128           | 2 000 000 (aprox.) | 10 100          | 3,0                      |
| Ferr. Machacamarca-Junyia     | 96            | 991 667            | 10 320          | 2,5                      |
| Ferr. Cochabamba-Arani        | 60            | 150 000            | 2500            | 1,5                      |
| Ferr. Cochabamba-Vinto        | 18            | 60 000             | 3800            | 1,5                      |
| Ferr. Cochabamba-Tarejra      | 8             | 41 600             | 5200            | 1,9                      |
| Ferr. Uyuni-Huanchaca         | 38            | 228 000 (aprox.)   | 6000            | 3,5                      |

Font:
Com es pot observar en el Quadre 1, la construcció de ferrocarrils a Bolívia va ser costosa a causa de la topografia muntanyenca. A més, el que anessin finançades amb préstecs estrangers a grans descomptes, incrementava encara més els seus costos.  Amb la consolidació de la xarxa occidental, Bolívia va quedar fermament vinculada al Pacífic.

## Tercera fase (1930-1963)
La crisi de la mineria, paral·lela a la Gran Depressió (1929-39), va afectar negativament als ferrocarrils. En el cas del Ferrocarril Antofagasta Bolívia (FCAB) (exThe Antofagasta (Chili) Bolívia Railway Co. Ltd.), els seus ingressos van decréixer en un 30% entre 1930 i 31 i un 25% addicional entre 1931 i 32. Amb l'esclat de la Guerra del Chaco el 1932, no obstant això, va haver-hi un increment de càrrega i ingressos a causa del transport de tropa, municions i materials per a l'exèrcit.

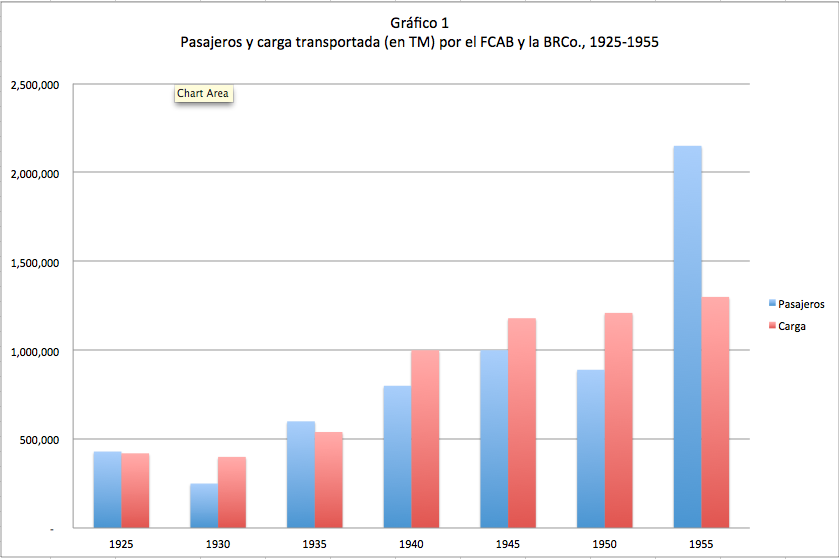
Passatgers i càrrega transportada (T) pel Ferrocarril de Antofagasta a Bolívia (FCAB) i The Bolívia Railway Company (BRCo.), 1925-1955.

Com s'observa en el Gràfic 1, va haver-hi un augment constant, excepte en 1930, tant en el nombre de passatgers com en la càrrega transportada entre 1925 i 1955. En el transport de passatgers, el sobtat increment entre 1950 i 1955 tal vegada es degui a la mobilitat més gran social durant la Revolució Nacional. En tot cas, demostra l'important paper del ferrocarril en el transport de passatgers quan aquests van depassar la marca dels dos milions i la seva aportació a la integració del país. Est va ser el punt més alt en el transport de passatgers en la història dels ferrocarrils bolivians.
La xarxa ferroviària en operació el 1930 ascendia a 2233 km. El 58% (1294 km) estava en mans d'empreses estrangeres, el 6% (144 km) pertanyia a empreses mineres bolivianes i el 36% restant (795 km) eren línies estatals. Ara bé, algunes ferrovías estatals, al seu torn, eren arrendades a empreses estrangeres. Per tant, més de vuit diferents "empreses" administraven els ferrocarrils a Bolívia. Aquesta diversitat d'operadors perjudicava l'estandardització del material rodant i dificultava la coordinació de polítiques,  aspecte que seria complicat encara més amb la construcció dels ferrocarrils de Santa Cruz de la Sierra a Yacuiba i Corumbá.

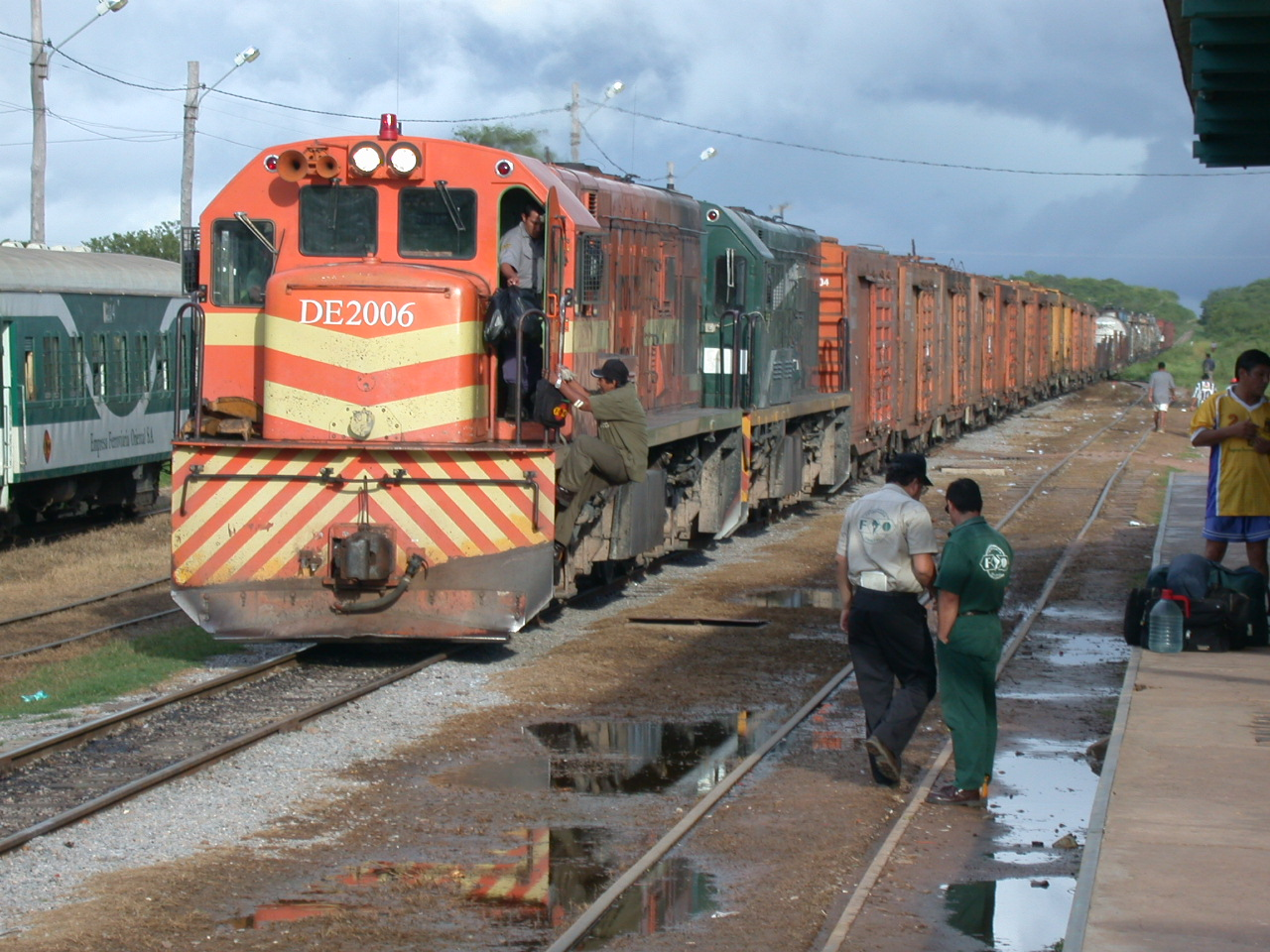
Xarxa Oriental Secció San José, 2002.

### Xarxa oriental
La construcció de la xarxa oriental va ser empresa per desenvolupar la regió de Santa Creu i vincular-la a l'Atlàntic a través dels ferrocarrils Santa Cruz-Yacuiba (517 km) a la frontera argentina i Santa Cruz-Corumbá (600 km) a la frontera brasilera, respectivament.
La Comissió Mixta Ferroviària Argentí-Boliviana va ser establerta el 1938 per encarar la construcció del ferrocarril de Santa Cruz a Yacuiba. Els estudis van ser acabats en 1943. El govern bolivià va sufragar els estudis i el govern argentí va finançar la construcció de les línies, per trams, i després el seu posterior equipament. El govern de Bolívia va pagar a l'Argentina aquests préstecs lliurant petroli. Addicionalment, sota aquest conveni es va construir el ferrocarril Sucre-Tarabuco, conclòs el 1947. El ferrocarril Yacuiba-Santa Creu es va inaugurar el 19 de desembre de 1957, quinze anys després de l'inici formal de les obres. Els principals ponts d'aquesta via es van concloure en els seixanta.
La línia cap al Brasil, Santa Cruz-Corumbá, va ser finançada en part amb un milió de lliures esterlines que Brasil va comprometre a Bolívia per un ferrocarril no completat producte del Tractat de Petropólis i per avançaments que el govern de Brasil va fer a Bolívia per a la construcció. Igual que amb l'Argentina, aquest finançament va ser amortitzat per petroli bolivià. Para això es va crear la Comissió Mixta Ferroviària Brasiler-Boliviana en 1938 que va elaborar els estudis per més de quinze anys. La primera locomotora brasilera va arribar a Santa Creu al novembre de 1953 i el ferrocarril va ser inaugurat el 5 de gener de 1955, 17 anys després de l'inici de les obres. La construcció definitiva de ponts i altres obres menors van durar fins a 1970.
Com es pot observar en els mapes, les xarxes occidentals (o andina) i l'oriental no estan interconnectades. L'única manera de transitar entre elles és a través dels ferrocarrils argentins en un desviament d'uns 600 km (veure mapa superior Ferrocarrils de Bolívia i àrees limítrofes) entre Yacuiba i Villazón.

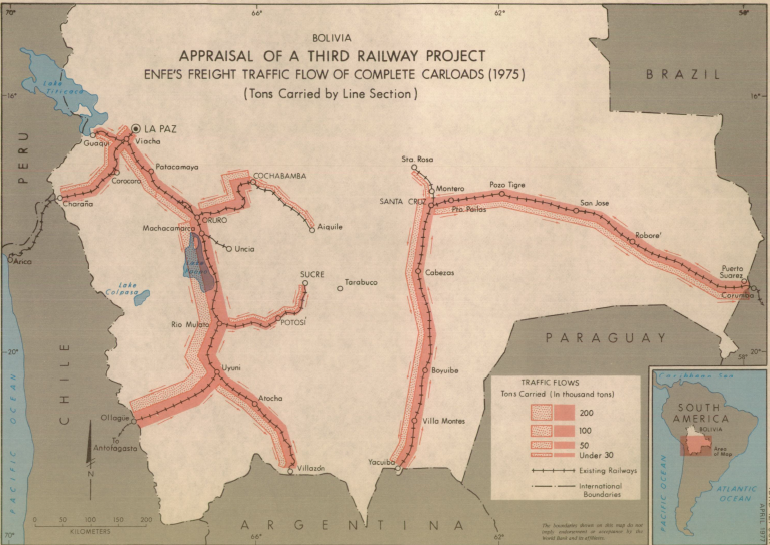
Mapa de la xarxa boliviana de ferrocarrils mostrant flux de tràfic en les diverses seccions, 1975.

## Quarta fase (1964-1996)

### Nacionalització i creació de ENFE
El 1959, el govern de Bolívia va assumir l'administració de les línies de la Bolivian Railway Co. a causa de no haver aconseguit un acord sobre l'acomiadament de personal que, segons l'empresa, era motiu del seu dèficit. Davant el perill del col·lapse del ferrocarril, en 1962 el govern va retornar l'administració del mateix al FCAB. Segons, Zondag, els ferrocarrils bolivians estaven en molt mal estat perquè entre 1952 i 1964 havien perdut: gran part del transport de combustibles a causa de la construcció d'oleoductes; el transport de sucre i arròs el transporti camioner; i el de passatgers a l'ús més gran d'autobusos. Altre cop més, el futur del desenvolupament de ferrocarril estava lligat a l'acompliment de la mineria i el sector exportador.
La nacionalització dels ferrocarrils del FCAB i la Bolivian Railway Co. va ser un procés que va durar gairebé dos anys (1962-1964). Les negociacions sobre la compensació es van estendre fins a desembre de 1967 quan es va acordar que aquesta seria de 2,5 milions de lliures esterlines.

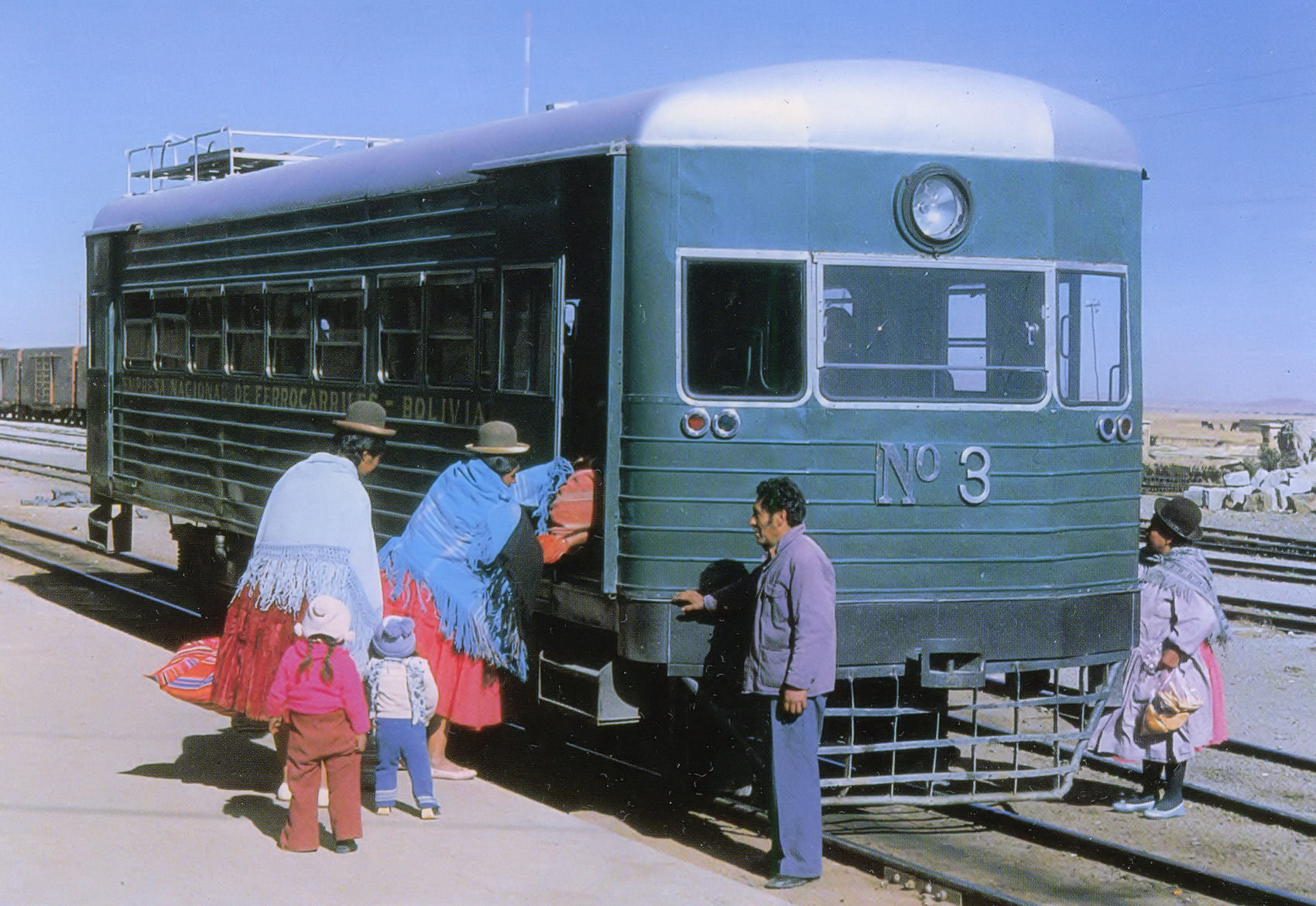
Bus carril de ENFE en Viacha, 1981.

L'Empresa Nacional de Ferrocarrils de l'Estat (ENFE) va ser creada el 1964 per administrar els ferrocarrils del FCAB i la Bolivian Railway Co. (1199 km) i els ferrocarrils de l'Estat que derivaven d'aquestes línies (992 km).[17]  Aquest any també li van ser transferides a ENFE el ferrocarril Santa Cruz -Corumbá. El 1967, el govern va transferir les línies fèrries de la xarxa oriental, Yacuiba-Santa Creu, a ENFE.

A inicis de la dècada dels setanta, ENFE s'enfrontava a una sèrie de problemes comuns a altres empreses ferroviàries: operacions deficitàries amb baixa densitat de tràfic; equip antic (veure quadre 2) i amb deficient manteniment; manca de quadres gerenciales amb experiència i baix nivell de capacitació laboral; falta d'una política comercial i inadequada estructura tarifària; línies deficitàries (Sucre-Tarabuco i Cochabamba-Aiquile) i excés de personal. Per tant, ENFE estava en una precària situació econòmica i depenia de subsidis estatals. Per enfrontar aquesta situació i modernitzar el seu equip (passar de locomotores que funcionaven amb vapor a unes altres que funcionaven amb dièsel, entre altres) durant les dècades de 1960 i 1980, la ENFE va rebre crèdits del Banc Mundial i de la cooperació japonesa (JICA), a més d'assistència tècnica del Programa de les Nacions Unides per al Desenvolupament (PNUD).
| Total                           | Menys de 10 anys | De 10 a 30 anys | Més de 30 anys |      |
| ------------------------------- | ---------------- | --------------- | -------------- | ---- |
| Locomotores a vapor             | 92               | -               | 48             | 44   |
| Locomotores diésel              | 25               | 25              | -              | -    |
| Locomotores diésel de maniobres | 4                | 4               | -              | -    |
| Carros a diésel                 | 12               | 12              | -              | -    |
| Cotxes de passatgers            | 198              | -               | 3              | 195  |
| Vagons de càrrega               | 1843             | 100             | 492            | 1251 |

La càrrega transportada per ENFE entre 1965 i 1995 fluctuava en funció de l'acompliment de l'economia boliviana, però va anar en ascens arribant a transportar gairebé 1,3 milions de tones en 1995. Durant aquest període, el volum de càrrega transportat per la Xarxa Oriental va ser prenent cada vegada major importància. Mentre que el 1965 amb prou feines representava el 9,9% del total de càrrega transportava per ENFE, el 1995 aquest percentatge arribava al 50% (Quadre 3).
| Any  | Xarxa Andina (T) | %    | Xarxa Oriental (T) | %    | Total     | %     |
| ---- | ---------------- | ---- | ------------------ | ---- | --------- | ----- |
| 1965 | 893.914          | 90,1 | 98.649             | 9,9  | 992 563   | 100,0 |
| 1970 | 935 714          | 87,0 | 140 320            | 13,0 | 1 076 034 | 100,0 |
| 1975 | 814 782          | 71,4 | 326 259            | 28,6 | 1 141 041 | 100,0 |
| 1980 | 830 030          | 65,0 | 446 495            | 35,0 | 1 276 525 | 100,0 |
| 1985 | 638 998          | 64,3 | 354 059            | 35,7 | 993 057   | 100,0 |
| 1990 | 676 440          | 62,5 | 406 104            | 37,5 | 1 082 544 | 100,0 |
| 1995 | 673 667          | 50,1 | 671 523            | 49,9 | 1 345 190 | 100,0 |
| 2000 | 557 000          | 35,0 | 1 033 000          | 65,0 | 1 590 000 | 100,0 |
| 2005 | 513 800          | 28,1 | 1 313 100          | 71,9 | 1 826 900 | 100,0 |
| 2010 | 1 047 000        | 49,1 | 1 083 748          | 50,9 | 2 130 748 | 100,0 |

En contrast, el nombre de passatgers transportats per ENFE entre 1965 i 1995 va decréixer a gairebé un terç. Mentre que en 1965 va transportar 1,6 milions de passatgers, en 2000 eren sol 0,65 milions. Igual que en el cas de la càrrega, no obstant això, la importància relativa de la xarxa oriental va créixer durant aquest període: va passar a representar el 45% dels passatgers transportats en 1995 (Quadre 4).
| Any  | Xarxa Andina | %    | Xarxa Oriental | %    | Total     | %     |
| ---- | ------------ | ---- | -------------- | ---- | --------- | ----- |
| 1965 | 1 314 405    | 80,9 | 310 064        | 19,1 | 1 624 469 | 100,0 |
| 1970 | 1 002 352    | 81,5 | 227 587        | 18,5 | 1 229 939 | 100,0 |
| 1975 | 831 859      | 72,4 | 317 080        | 27,6 | 1 148 939 | 100,0 |
| 1980 | 1 207 299    | 70,7 | 500 934        | 29,3 | 1 708 233 | 100,0 |
| 1985 | 1 572 810    | 71,6 | 625 382        | 28.4 | 2 19 8192 | 100,0 |
| 1990 | 590 363      | 55,1 | 480 451        | 44,9 | 1 070 814 | 100,0 |
| 1995 | 355 721      | 55,0 | 291 093        | 45,0 | 646 814   | 100,0 |
| 2000 | 192 000      | 29,4 | 462 000        | 70,6 | 654 000   | 100,0 |
| 2005 | 213 800      | 25,6 | 620 600        | 74,4 | 834 400   | 100,0 |
| 2010 | 270 181      | 44,7 | 334 013        | 53,3 | 604 194   | 100,0 |

## Cinquena fase (1997-2013)

### Capitalització
La capitalització dels ferrocarrils, que va començar en 1995, es va realitzar en el context de les reformes neoliberals del Govern de Gonzalo Sánchez de Lozada. Es va dur a terme amb diversos objectius: reestructurar el sector a través de l'ingrés d'empresaris privats; reduir la interferència política; atreure capitals per millorar la infraestructura i les operacions; regular el sector eliminant les distorsions existents; reduir la dependència del sistema ferroviari de subsidis estatals i la generació d'ingressos per al Tresor a través d'impostos, i la millora del transport al país. En la capitalització, l'Estat bolivià va mantenir la propietat de la infraestructura i va percebre cànons per la concessió. Es van transferir actius com a material rodant, equipament de tallers, manteniment i comunicacions, estoc de recanvis i materials i mobles i implements d'oficina.
El procés de capitalització de ENFE va dividir el sistema ferroviari en dues companyies: Empresa Ferroviària Andina S.A. i Empresa Ferroviària Oriental S. a. L'Empresa Ferroviària Andina es va conformar sobre la base de la Xarxa Andina de ENFE, amb aproximadament 2276 km de vies en els departaments de la Pau, Oruro, Cochabamba i Potosí. Des de llavors l'Empresa Ferroviària Andina va quedar en administració de l'empresa xilena Cruz Blanca, del grup inversor Luksic. Després de la capitalització van ser desmantellades algunes vies, quedant la ciutat de la Pau sense servei de ferrocarril. L'Empresa Ferroviària Oriental es va conformar sobre la base de la Xarxa Occidental de ENFE amb aproximadament 1426 km, travessant els departaments de Santa Creu, Chuquisaca i Tarija. Aquesta última xarxa connecta l'entorn agrícola de Santa Creu i la regió productora de gas natural al sud bolivià amb Argentina i Brasil. Des de llavors l'Empresa Ferroviària Oriental va quedar en control de l'empresa nord-americana Genesee Wyoming.

Com s'observa en el Quadre 5, ambdues empreses són més aviat petites en relació amb les altres d'Amèrica Llatina i l'empresa ferroviària Oriental és la que transporta més càrrega.
| Posició relativa | Ferrocarril             | Tona-km (milions) | Tones (milions) | Distància mitjana (km) |
| ---------------- | ----------------------- | ----------------- | --------------- | ---------------------- |
| 20°              | Ferroviària Oriental    | 787               | 1,29            | 620                    |
| 28°              | Emp. Ferroviària Andina | 234               | 0,54            | 433                    |

Font:

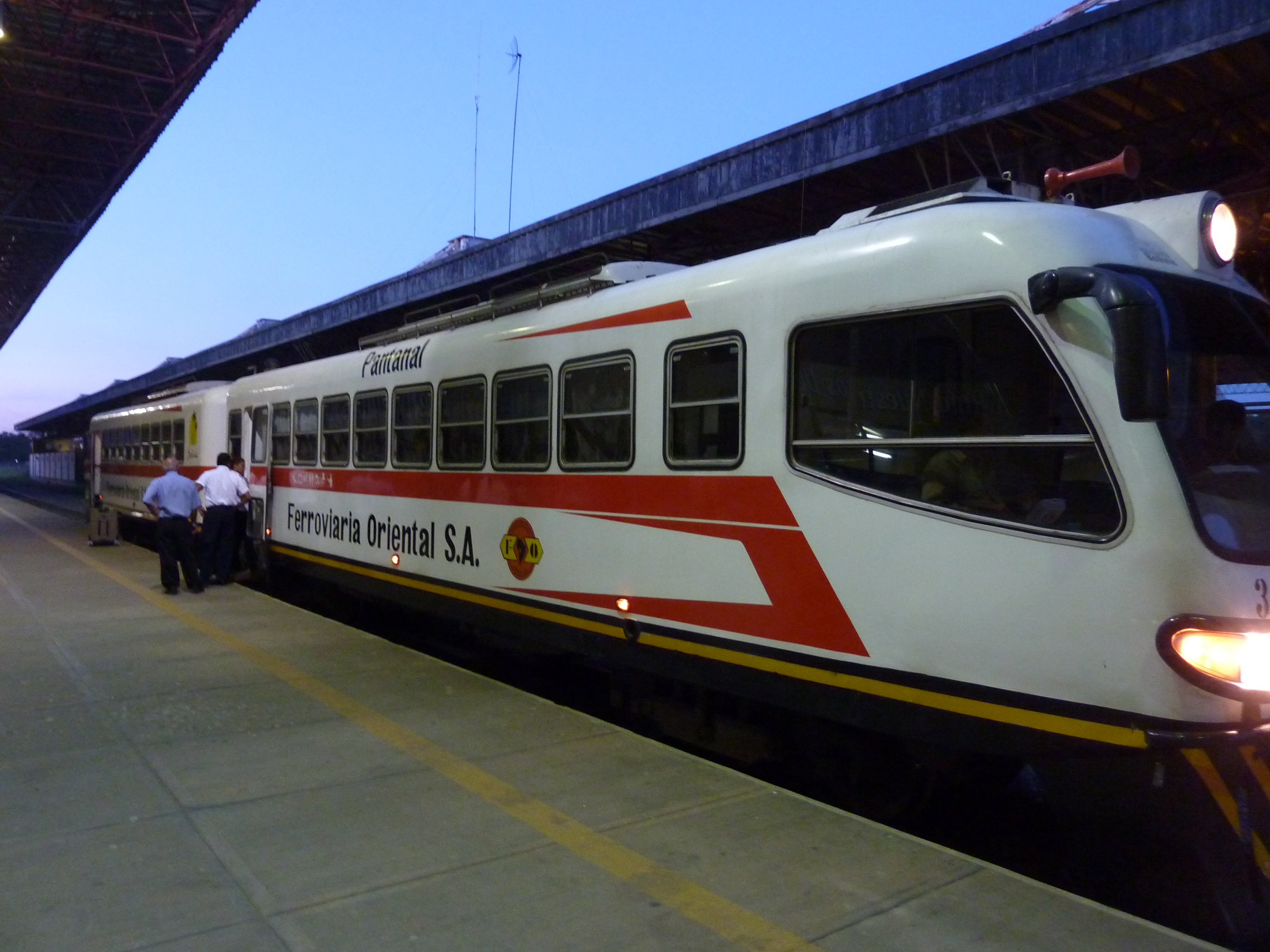
Ferrobús de Santa Creu a Port Suárez, Ferroviària Oriental S.A., 2010.

Bolívia és l'únic cas a Amèrica Llatina i el Carib on els concessionaris del transport de càrrega també ofereixen serveis de passatgers de llarga distància. El transport ferroviari de passatgers és encara transcendent en aquells corredors on no es compta amb carreteres d'ús permanent. A la xarxa andina es presten serveis entre Oruro, Uyuni, Tupiza i Villazón; en la connexió internacional Uyuni-Avaroa amb Xile; i en les línies internes, Cochabamba-Aiquile i Potosí-Sucre. El transport de passatgers en aquests trams ascendeix a més de 200.000 per any. A la xarxa oriental, el transport de passatgers és encara major, principalment entre Santa Cruz de la Sierra i Puerto Quijarro (frontera amb Brasil), que mobilitza 500 000 passatgers anuals. En total, tots dos ferrocarrils transporten uns 800.000 passatgers anualment.
Com a resultat de la capitalització, l'Estat va aconseguir transformar subsidis de l'ordre dels deu milions de dòlars anuals a l'antiga ENFE en ingressos a través de taxes i impostos de prop de 2,5 milions de dòlars anuals. Les empreses privades van complir amb els seus compromisos d'inversió. Addicionalment, es va incrementar la velocitat mitjana dels trens; es van produir menys descarrilaments i es va rebaixar el cost de transport de càrrega. No obstant això, es van elevar les tarifes de passatgers, en part perquè abans estaven subsidiades. Alhora, es va disminuir la cobertura del sistema ferroviari en tancar-se diversos brancs improductius, que van ser retornats per les empreses privades a l'Estat. En efecte, es van transferir 3692 km a les empreses privades en 1997 i en 2011 aquestes operaven 1954 km, és a dir, un 47,1% menys.
Si la mineria de la plata i després la de l'estany van iniciar la construcció de ferrocarrils a la fi del segle xix i al començament del segle xx, després de l'interludi per la construcció de la xarxa oriental a mitjan segle passat —com per "tancar el cercle" en la història dels ferrocarrils a Bolívia— a inicis del segle xxi és una altra vegada la mineria que promou l'estesa de línies fèrries. Aquesta vegada és l'explotació de plata, plom i zinc en Sant Cristóbal. Per transportar concentrats de zinc-plata i emplomo-plata des de la planta de concentració fins al ferrocarril Uyuni-Antofagasta, l'empresa Minera Sant Cristóbal va construir un branc ferroviari, amb trocha d'un metre d'ample i de 65 km de llarg. En mitjana, la mina exporta prop de 1300 tones de concentrats de zinc-plata i 300 tones de concentrats de plom-plata cada dia.

### Desafiament futur
La interconnexió entre les xarxes oriental i andina és un projecte pendent des de mitjan segle xx. S'han considerat diverses alternatives i el traç més estudiat ha estat el que vincula Aiquile en Cochabamba (xarxa andina) amb Santa Creu (xarxa oriental) amb una extensió aproximada de 400 km. El tràfic més rellevant per justificar aquesta obra és el transport del mineral de ferro del Mutún, a la frontera amb Brasil, fins al Pacífic.
El cost estimat de l'obra és inferior a mil milions de dòlars. No obstant això, ascendeix a tres mil milions de dòlars si es considera la inversió necessària per rehabilitar les vies i millorar el traçat de les xarxes a Bolívia i Xile per elevar el pes per eix a 25 tones i fer financerament viable la inversió.
En el seu viatge a la Xina al desembre de 2013, el president Evo Morales va conversar amb el president de la República Popular Xina, Xi Jinping, sobre la possibilitat de construir la interconnexió entre la xarxa andina i oriental com a part del corredor interoceànic per vincular l'Atlàntic amb el Pacífic. Així les exportacions bolivianes serien orientades cap al port peruà de Ilo. El president xinès va sol·licitar un estudi de perfactibilitat pel 2014.